# Elecciones municipales de Tumbes de 1998
Las elecciones municipales de Tumbes de 1998 se llevaron a cabo el 11 de octubre de 1998 para elegir al alcalde y al Concejo Provincial de Tumbes para el periodo 1999-2002. La elección se celebró simultáneamente con elecciones municipales en todo el país.

## Sistema electoral
La Municipalidad Provincial de Tumbes es el órgano administrativo y de gobierno de la provincia de Tumbes. Está compuesta por el alcalde y el Concejo Provincial.
La votación del alcalde y el concejo se realiza en base al sufragio universal, que comprende a todos los ciudadanos nacionales mayores de dieciocho años, empadronados y residentes en la provincia de Tumbes y en pleno goce de sus derechos políticos, así como a los ciudadanos no nacionales residentes y empadronados en la provincia de Tumbes.
El Concejo Provincial de Tumbes está compuesto por 11 regidores elegidos por sufragio directo para un período de cuatro (4) años, en forma conjunta con la elección del alcalde (quien lo preside). La votación es por lista cerrada y bloqueada. Para que una lista sea proclamada ganadora debe obtener más del 20% de los votos válidos; en caso ninguna lista logre ese porcentaje, los dos listas más votadas participan en una segunda vuelta o balotaje. Se asigna a la lista ganadora los escaños según el método d'Hondt o la mitad más uno, lo que más le favorezca.

## Composición del Concejo Provincial de Tumbes
La siguiente tabla muestra la composición del Concejo Provincial de Tumbes antes de las elecciones.
| Partidos | Partidos                                     | Regidores |
| -------- | -------------------------------------------- | --------- |
|          | Lista Independiente N° 19 Reconstrucción     | 10        |
|          | Lista Independiente N° 15 Mayoría Tumbesina  | 3         |
|          | Lista Independiente N° 23 Somos Tumbes       | 3         |
|          | Lista Independiente N° 25 Tumbes Unido       | 1         |
|          | Lista Independiente N° 3 Cambio y Desarrollo | 1         |

## Partidos y candidatos
A continuación se muestra una lista de los principales partidos y alianzas electorales que participaron en las elecciones:
| Candidatura | Candidatura | Partidos y alianzas                                        | Candidatos | Candidatos                 | Ideología                                     | Resultado previo | Resultado previo | Ref. |
| Candidatura | Candidatura | Partidos y alianzas                                        | Candidatos | Candidatos                 | Ideología                                     | Votos (%)        | Reg.             | Ref. |
| ----------- | ----------- | ---------------------------------------------------------- | ---------- | -------------------------- | --------------------------------------------- | ---------------- | ---------------- | ---- |
|             | UPP         | Lista - Unión por el Perú (UPP)                            |            | Gonzalo Jiménez Dioses     | Socioliberalismo Progresismo Socialdemocracia | Nuevo            | Nuevo            |      |
|             | VV          | Lista - Movimiento Independiente Vamos Vecino (VV)         |            | Ricardo Flores Dioses      | Fujimorismo                                   | Nuevo            | Nuevo            |      |
|             | SP          | Lista - Movimiento Independiente Somos Perú (SP)           |            | William Marchán Ramírez    | Democracia cristiana Conservadurismo social   | Nuevo            | Nuevo            |      |
|             | IND         | Lista - Lista Independiente Alianza Democrática Tumbesina  |            | Franklin Sánchez Ortiz     | Localismo tumbesino                           | Nuevo            | Nuevo            |      |
|             | IND         | Lista - Lista Independiente Frente Mayoría Tumbesina       |            | Manuel de Lama Barreto     | Localismo tumbesino                           | Nuevo            | Nuevo            |      |
|             | IND         | Lista - Lista Independiente Movimiento Social Tumbes Unido |            | Manuel Jiménez Castillo    | Localismo tumbesino                           | Nuevo            | Nuevo            |      |
|             | IND         | Lista - Lista Independiente FADIC                          |            | Marcos Visitación Quintana | Localismo tumbesino                           | Nuevo            | Nuevo            |      |

## Resultados

### Sumario general
|                        |                                                    |              |              |              |           |           |
| Partidos y coaliciones | Partidos y coaliciones                             | Voto popular | Voto popular | Voto popular | Regidores | Regidores |
| Partidos y coaliciones | Partidos y coaliciones                             | Votos        | %            | ±pp          | Total     | +/−       |
|                        | Lista Independiente Alianza Democrática Tumbesina  | 16,630       | 36.36        | n/a          | 7         | +7        |
|                        | Movimiento Independiente Vamos Vecino (VV)         | 9,400        | 20.55        | Nuevo        | 2         | +2        |
|                        | Lista Independiente Frente Mayoría Tumbesina       | 8,162        | 17.85        | n/a          | 1         | +1        |
|                        | Movimiento Independiente Somos Perú (SP)           | 4,422        | 9.67         | Nuevo        | 1         | +1        |
|                        | Unión por el Perú (UPP)                            | 4,324        | 9.45         | Nuevo        | 0         | ±0        |
|                        | Lista Independiente Movimiento Social Tumbes Unido | 1,652        | 3.61         | n/a          | 0         | ±0        |
|                        | Lista Independiente FADIC                          | 1,143        | 2.50         | n/a          | 0         | ±0        |
|                        |                                                    |              |              |              |           |           |
| Total                  | Total                                              | 45,733       |              |              | 11        | –8        |
|                        |                                                    |              |              |              |           |           |
| Votos válidos          | Votos válidos                                      | 45,733       | 93.64        | +9.44        |           |           |
| Votos en blanco        | Votos en blanco                                    | 1,284        | 2.63         | –4.96        |           |           |
| Votos nulos            | Votos nulos                                        | 1,820        | 3.73         | –4.47        |           |           |
| Votos emitidos         | Votos emitidos                                     | 48,837       | 84.56        | +8.16        |           |           |
| Abstenciones           | Abstenciones                                       | 8,917        | 15.44        | –8.16        |           |           |
| Votantes registrados   | Votantes registrados                               | 57,754       |              |              |           |           |
|                        |                                                    |              |              |              |           |           |
| Fuente:                |                                                    |              |              |              |           |           |

## Elecciones municipales distritales

### Resultados por distrito
La siguiente tabla enumera el control de los distritos de la provincia de Tumbes. El cambio de mando de una organización política se resalta del color de ese partido.
| Distrito              | Alcalde(sa) titular   | Partido político | Partido político          | Alcalde(sa) electo(a)      | Partido político | Partido político                |
| --------------------- | --------------------- | ---------------- | ------------------------- | -------------------------- | ---------------- | ------------------------------- |
| Corrales              | Javier Véliz Saavedra |                  | Lista Independiente N° 57 | Hugo Pérez Dios            |                  | FADIC                           |
| La Cruz               | Óscar Hernández Gómez |                  | Lista Independiente N° 3  | Clotilde Fernández Infante |                  | Vamos Vecino                    |
| Pampas de Hospital    | Víctor Feijóo Zapata  |                  | Lista Independiente N° 45 | Víctor Feijóo Zapata       |                  | Movimiento de Izquierda Pampina |
| San Jacinto           | Hilario Ramírez Peña  |                  | Lista Independiente N° 3  | Hilario Ramírez Peña       |                  | Vamos Vecino                    |
| San Juan de la Virgen | Segundo Agurto Morán  |                  | Lista Independiente N° 51 | Felipe Farías Prado        |                  | Somos Perú                      |